# Paul Lasne
Paul Lasne (Saint-Cloud, 16 gennaio 1989) è un ex calciatore francese, di ruolo centrocampista.

## Carriera
Nella stagione 2011-2012 ha giocato 26 partite in Ligue 1 con l'Ajaccio.